# Marmorosphax tricolor
Marmorosphax tricolor är en ödleart som beskrevs av  Bavay 1869. Marmorosphax tricolor ingår i släktet Marmorosphax och familjen skinkar. IUCN kategoriserar arten globalt som livskraftig. Inga underarter finns listade i Catalogue of Life.